# Mixojapyx dampfi
Mixojapyx dampfi är en urinsektsart som beskrevs av Filippo Silvestri 1948. Mixojapyx dampfi ingår i släktet Mixojapyx och familjen Japygidae. Inga underarter finns listade i Catalogue of Life.